# 시비드니차군

돌니실롱스크주 지도에 표시된 시비드니차군의 위치

시비드니차군(폴란드어: powiat świdnicki)은 폴란드 돌니실롱스크주에 위치한 군으로 군청 소재지는 시비드니차이며 면적은 742.89km2, 인구는 157,178명(2019년 6월 30일 기준), 인구 밀도는 210명/km2이다.
북쪽으로는 시로다군, 북동쪽으로는 브로츠와프군, 남쪽으로는 지에르조니우프군, 남서쪽으로는 바우브지흐군, 북서쪽으로는 야보르군과 접한다. 8개 지방 자치체(2개 도시, 3개 도시형 농촌, 3개 농촌)를 관할한다.

군기
군 문장